# Versant
 (février 2012).

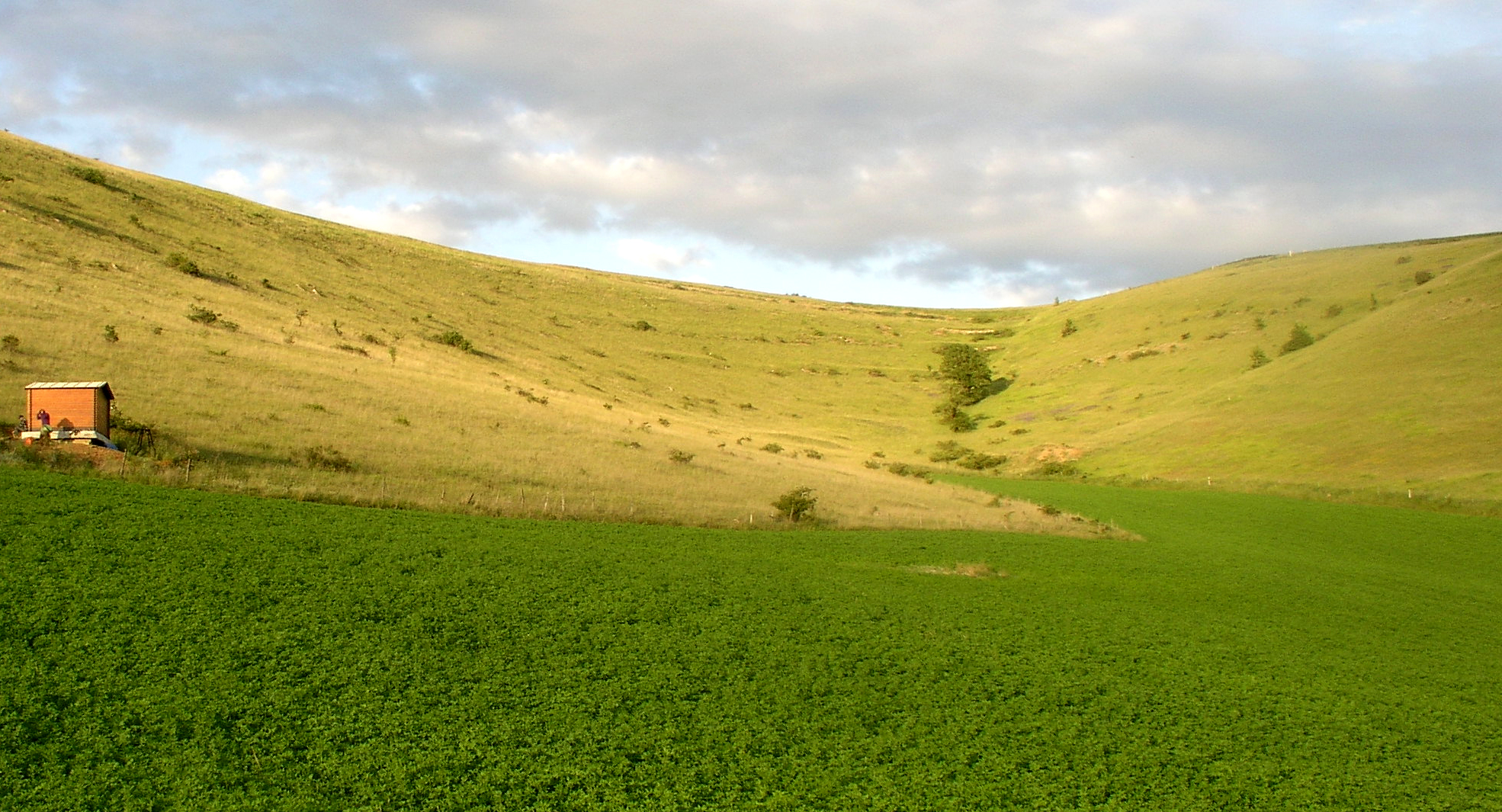
Versant des Combes, Les Bondons, Lozère, France.

En géomorphologie, un versant est une surface topographique inclinée, qui relie des points hauts (pics, crêtes, rebord de plateau, sommet d'un relief) et des points bas (talweg à l'intersection de deux versants, pied de versant).
Les formes de versants (profils en travers) caractérisent les vallées. Le profil d'un versant peut être régulier ou irrégulier (c'est-à-dire avec des ruptures de pente), en fonction de la lithologie et de l'action de l'érosion.
On définit un versant par :
- ses caractéristiques topographiques : largeurs selon les lignes de niveau et profils en travers, dénivelés, pentes (moyenne, extrêmes), profil en long (régulier (ex. : rectiligne, combe) / irrégulier (ex. : présence de replats, de terrasses fluviatiles), exposition au soleil (adret / ubac) ;
- ses caractéristiques superficielles : géologie (sol, affleurement rocheux, éboulis, neige), végétation (boisement, étagement), aménagement par les Hommes (terrasses, constructions / urbanisme, etc.).